# مثل السامري الصالح

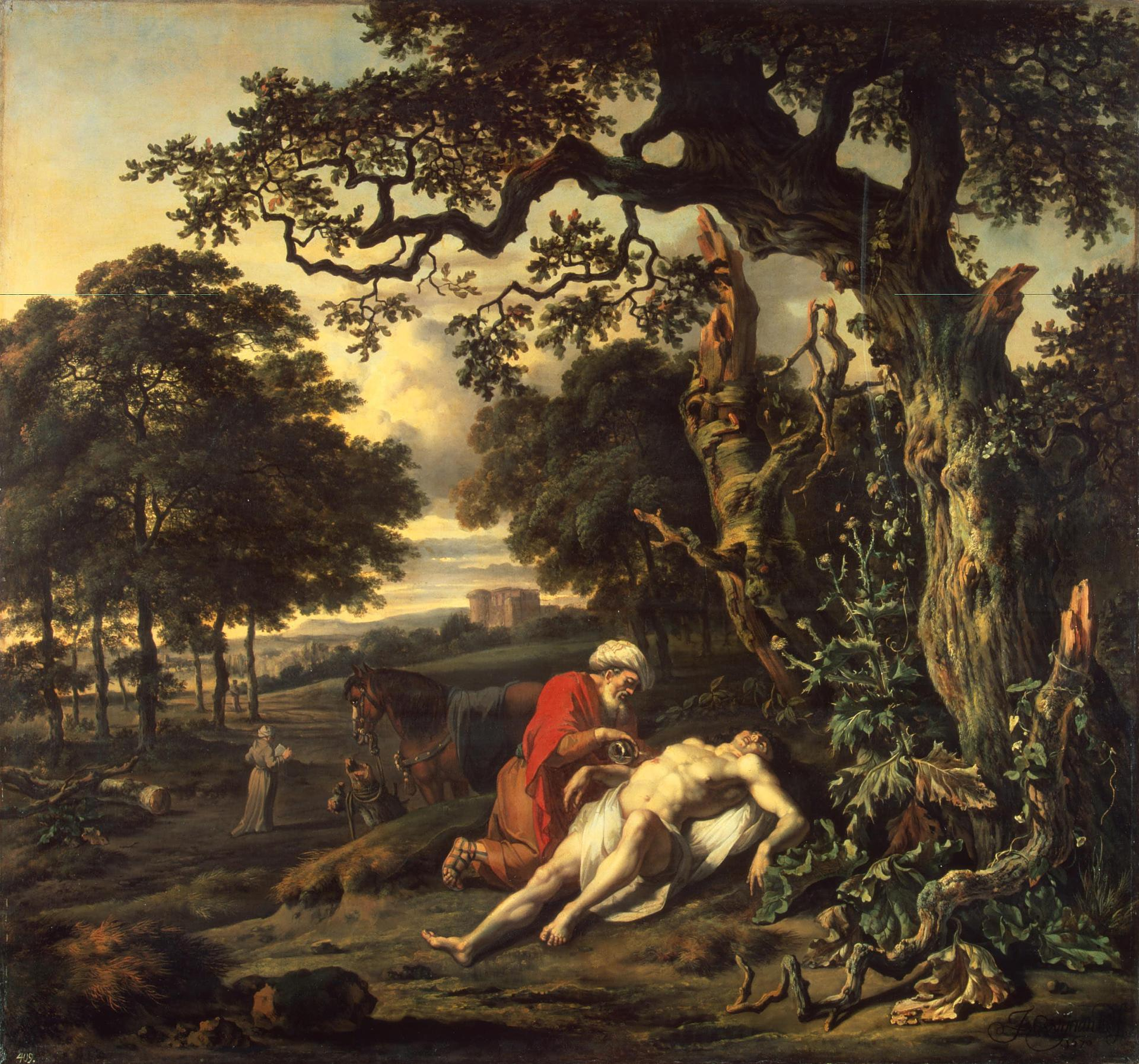
لوحة بريشة جان ويجنانتس تجسد السامري الصالح أثناء مساعدة عدوه

مثل السامري الصالح هو أحد الأمثال التي أوردها يسوع المسيح في حياته والموجود في إنجيل لوقا الإصحاح العاشر (1)، ويظهر المثل إنسانٌ مسافرٌ تعرض للصوصٍ جرّدوه من لباسه وضربوه وأعتقوه بين حي وميت، فمر كاهن ثم لاوي بذات الطريق ورأوه، لكن كلاهما تجنبه، ومن بعدهما جاء سامريّ فقدم له المعونة وعالجه، على الرغم من العداوة بين السامريين واليهود، وهنا يجيب يسوع عن سؤال الناموسي: "من هو قريبي؟"، ويظهر أن القريب هو الذي يقوم بأعمال الرحمة والمحبة للغير والعدو.
فسّر بعض المسيحين مثل أوغسطين وأمبروسينوس المثل بشكل رمزي، ويمثل السّامري السيد المسيح الذي أتى لانقاذ الإنسان الخاطئ.  فيما يستبعد آخرون كون المثل يتحدث بشكل مباشر عن السيد المسيح، وإنما يمثل أخلاقياته.

## الهوامش
1. فَأَجَابَ يَسُوعُ وَقَالَ: «إِنْسَانٌ كَانَ نَازِلاً مِنْ أُورُشَلِيمَ إِلَى أَرِيحَا، فَوَقَعَ بَيْنَ لُصُوصٍ، فَعَرَّوْهُ وَجَرَّحُوهُ، وَمَضَوْا وَتَرَكُوهُ بَيْنَ حَيٍّ وَمَيْتٍ. 31 فَعَرَضَ أَنَّ كَاهِنًا نَزَلَ فِي تِلْكَ الطَّرِيقِ، فَرَآهُ وَجَازَ مُقَابِلَهُ. 32 وَكَذلِكَ لاَوِيٌّ أَيْضًا، إِذْ صَارَ عِنْدَ الْمَكَانِ جَاءَ وَنَظَرَ وَجَازَ مُقَابِلَهُ.33 وَلكِنَّ سَامِرِيًّا مُسَافِرًا جَاءَ إِلَيْهِ، وَلَمَّا رَآهُ تَحَنَّنَ،34 فَتَقَدَّمَ وَضَمَدَ جِرَاحَاتِهِ، وَصَبَّ عَلَيْهَا زَيْتًا وَخَمْرًا، وَأَرْكَبَهُ عَلَى دَابَّتِهِ، وَأَتَى بِهِ إِلَى فُنْدُق وَاعْتَنَى بِهِ.35 وَفِي الْغَدِ لَمَّا مَضَى أَخْرَجَ دِينَارَيْنِ وَأَعْطَاهُمَا لِصَاحِبِ الْفُنْدُقِ، وَقَالَ لَهُ: اعْتَنِ بِهِ، وَمَهْمَا أَنْفَقْتَ أَكْثَرَ فَعِنْدَ رُجُوعِي أُوفِيكَ.36 فَأَيَّ هؤُلاَءِ الثَّلاَثَةِ تَرَى صَارَ قَرِيبًا لِلَّذِي وَقَعَ بَيْنَ اللُّصُوصِ؟»37 فَقَالَ: «الَّذِي صَنَعَ مَعَهُ الرَّحْمَةَ». فَقَالَ لَهُ يَسُوعُ: «اذْهَبْ أَنْتَ أَيْضًا وَاصْنَعْ هكَذَا».